# デブバウィ・ケイバハリ地方
デブバウィ・ケイバハリ地方（英語: Region of Southern Red Sea、ティグリニャ語:ዞባ ደቡባዊ ቀይሕ ባሕሪ〔Zoba Debubawi Keyih Bahri〕）はエリトリアの行政区画。

## 概要
デブバウィ・ケイバハリ地方は、エリトリアの行政区画。英訳名は Region of Southern Red Sea（南紅海州）。州都は紅海沿岸の都市アッサブ。エリトリアの紅海の海岸線のうち南半分を占める。セメナウィ・ケイバハリ地方（北紅海州）と北側で州境を接している。また、南から南西側にエチオピア、南東側にジブチとの国境を有している。面積は27,800平方キロメートル。行政官はツェゲレダ・ウォルドゲルギシュ（2007年現在）。
500キロメートル以上にも及ぶ海岸線を有しているものの、海岸から内陸部の国境線までの幅は最大でも50kmしかない。主要な部分をダナキル砂漠が占め、主要な町としてアッサブ、ベイルル、ラヘイタ、ティヨ、イディが挙げられる。地域内の最高地点はラムル山（標高2,248メートル）。全域が年間降水量300mmを下回る乾燥地帯であり、内陸部は地球上で最も荒廃した地域と一般に考えられている。

## 隣接行政区画
- オボック州
- タジュラ州
- アファール州
- セメナウィ・ケイバハリ地方

## デブバウィ・ケイバハリ地方の下部行政区画

### 地区(District)
- アレエタ地区 (Are'eta) - 行政府所在地 ：ティヨ
- 中部デンカリア地区 (Central Denkalia) - 行政府所在地：イディ
- 南デンカリア地区 (Southern Denkalia) - 行政府所在地 ：アッサブ